# Лащук Юрій Пилипович
Ю́рій Пили́пович Лащу́к (2 березня 1922, село Липки, нині Рівненського району Рівненської області — 4 січня 2003, Львів) — український мистецтвознавець. Доктор мистецтвознавства (1973). Професор (1994). Член НСХУ (1961).

## Біографія
Народився 2 березня 1922 у селі Липки на Рівненщині.
1953 року закінчив Львівський державний інститут прикладного та декоративного мистецтва (нині Львівська національна академія мистецтв). У 1963—1975 роках викладав у цьому інституті: завідувачем відділу художньої кераміки, професором-консультантом. У 1975—1985 роках — старший науковий співробітник Львівського відділення інституту мистецтвознавства, фольклористики та етнології АН УРСР. У 1969—1987 роках — голова секції мистецтвознавства та народного мистецтва СРХУ. Одночасно від 1975 року — голова секції міжобласної комісії народного мистецтва Львівської обласної організації СРХУ.
Від 1993 року викладав у Прикарпатському національному університеті імені Василя Стефаника (Івано-Франківськ). Відд 1994 року — професор кафедри декоративно-ужиткового мистецтва.
Захистив кандидатську дисертацію на тему: «Косівська кераміка XIX—XX століть» та докторську дисертацію на тему: «Українська народна кераміка XIX—XX століть».
Автор багатьох публікацій у збірниках і журналах, а також книг «Закарпатська народна кераміка» (1960), «Косівська кераміка» (1966), «Українські гончарі» (1968), «Розвиток народних художніх промислів України» (1982). «Кераміка» (1987), «Потелич — одкровення української кераміки» (1990), «Народне мистецтво українського Полісся» і «Українські кахлі IX–XIX ст.» (1993), Історія українського мистецтва, «Національна гордість чи малоросійщина?» (1993) та інших.
У 2012 році краєзнавець Романчук О. В. (1949—2004) написав статтю з записами Лащука про добування глини під Острогом.

## Книги
- Гуцульська кераміка / Ю. П. Лащук; Академія архітектури УРСР, Інститут художньої промисловості. — Київ: Державне видавництво літератури з будівництва і архітектури УРСР, 1956. — 82 c. — (Українське народне декоративне мистецтво / за заг. ред. Н. Д. Манучарової; вип. 7).
- Закарпатська народна кераміка / Ю. П. Лащук. — Ужгород: Закарпатське обласне книжково-газетне видавництво, 1960. — 62 с.
- Косівська кераміка / Ю. П. Лащук. — Київ, 1966. — 97 с.
- Українські гончарі / Ю. П. Лащук. — Київ: Радянська Україна, 1968. — 40 с.
- Народне мистецтво Українського Полісся / Ю. П. Лащук. — Львів: Каменяр, 1992. — 134 с. — ISBN 5-7745-0404-2.
- Українські кахлі IX–XIX ст. / Ю. П. Лащук. — Ужгород: Госпрозрахунковий редакційно-видавничий відділ Закарпат. обл. управління по пресі, 1993. — 76 c.

### Статті
- Кераміка / Ю. П. Лащук // Нариси з історії українського декоративно-прикладного мистецтва. — Львів: Каменяр, 1969. — С. 123—130.

- Лащук Ю. П. Овруцький шифер // Наука і суспільство. — 1983. — № 10. — С. 38—39.
- Лащук Ю. П., Тесленко Є. Є. Каменярство Полісся // Народна творчість та етнографія. — 1983. — №  1. — С. 79—81.
- Лащук Ю. П. Родовища майбутньої творчості // Народні художні промисли України. — Київ: Наукова думка, 1979. — С. 25—32.
- Лащук Ю. П. 3 історії вивчення народних художніх промислів Українського Полісся // Народна творчість та етнографія. — 1985. — № 1. — С. 34—41.
- Общественный и семейный быт, духовная культура населения Полесья / Лащук Ю. П., Сахура Е. М. — Минск: Наука и техника, 1987. — С. 280—320, 339—350. (рос.)
- Полесье: Материальная культура / Лащук Ю. П., Милюченков С. А., Терехин С. Ф., Титов В. С., Яницкая М. М. и др. — К.: Наукова думка, 1988. — С. 178—185, 210—217, 225—229, 253—256, 262—263. (рос.)
- Лащук Ю. П. «Австрійські часи» в малюнках покутських гончарів // Український керамологічний журнал. — 2001. — № 2.